# Crouch (Idaho)
Crouch – miasto w Stanach Zjednoczonych, w stanie Idaho, w hrabstwie Boise.